# نيلسون وولف
نيلسون وولف (بالإنجليزية: Nelson Wolff)‏ هو محامي وسياسي أمريكي، ولد في 1940. حزبياً، نشط في الحزب الديمقراطي. وقد انتخب عضو مجلس نواب تكساس (1971 – 1973) وانتخب عضو مجلس ولاية تكساس (1973 – 1975).